# Ibiden
Ibiden K.K. (jap. イビデン株式会社, Ibiden Kabushiki kaisha, engl. Ibiden Co., Ltd.) ist ein japanischer Anbieter keramischer Produkte in verschiedenen industriellen Sektoren weltweit. Die Hauptgeschäftsfelder sind Elektronikprodukte (Leiterplatten bzw. Platinen aus den verschiedensten Materialien sowie Keramikmassen für ICs, Grafikchips und Mikroprozessoren), technische Keramiken und Faserwollen für die Industrie sowie speziell für die Automobilindustrie. Neben Fasermatten für Katalysatoren und als Hitzeschilde sowie Dieselrußpartikelfilter (DPF) stellt Ibiden auch Feinkeramiken für verschiedene Anwendungen und Graphit (speziell: Karbonteile) her.
Weitere Geschäftsfelder sind Materialien für die Bauindustrie (inkl. Böschungsgestaltung und Gartenbau) sowie für den Hausbau/-technik (u. a. Melamin-Laminate). Mess- und Analytiksysteme für die Schadstofferfassung in der Umwelt sowie Medizinsoftware, Kunstharz (Polyurethan-Gießharz bzw. Schaumharz) und anderes mehr.
Zusammen mit dem französischen Automobilzulieferer Faurecia hat Ibdiden als weltweit erste Firma den Dieselrußpartikelfilter zur Serienreife entwickelt. Der erste Einsatz war bekanntlich im Jahr 2000, als Peugeot den 406 sowie den 607 und Citroën den C5 serienmäßig mit einem Filter ausstattete. Zu dieser Zeit produzierte Ibiden in einem Joint Venture mit dem französischen Unternehmen Saint-Gobain in Frankreich die DPF – heute mit rund 244 Mitarbeitern.

## Organisation

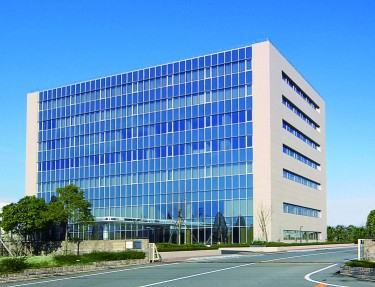
Ibiden Hauptverwaltung

Ibiden beschäftigt nach eigenen Angaben weltweit 14.306 Mitarbeiter an 39 Standorten (16 in Japan, 23 im Ausland). Verschiedene japanische Banken sowie der Automobilhersteller Toyota sind die Hauptanteilseigner (jeweils knapp unter 5 %). Neben dem Vorstandsvorsitzenden (CEO), der gleichzeitig auch Präsident ist sowie den drei sogenannten Executive Managing Officers verfügt das Unternehmen über zwei Senior Managing Officers und fünf Managing Officers, was in Anbetracht der Firmengröße recht ungewöhnlich ist.

## Geschichte
1912 wurde das Unternehmen als Ibigawa Denryoku K.K. (揖斐川電力株式会社) in Ōgaki gegründet. Der Firmensitz befand sich zu dieser Zeit im Stadtbezirk Akasaka, Tokyo. Zunächst beschäftigte man sich mit Kraftwerken zur Energieerzeugung sowie mit Hochöfen, später auch mit Elektroschmelzöfen. Mit Hilfe der Öfen – später den Elektroschmelzöfen – erzeugte man verschiedene Materialien wie Carbide/Calciumcarbid, Magnesium, Ferrosilicium und Kohlenstoff. Das sind alles Materialien (Legierungsmittel) zur Stahlherstellung. 1916 wurde das Kraftwerk Nishi-Yokoyama ans Netz geschaltet. 1917 wurde in Ogaki ein Werk zur Herstellung von Carbid eröffnet. 1921 ging das Wasserkraftwerk in Higashi-Yokoyama am Ibi-Fluss in Ogaki ans Netz. 1919 erfolgte die Herstellung und der Verkauf von Carbid und Kohlenstoffen.
1949 wurde im Aoyanagi-Werk der erste elektrische Tunnelofen für die Kohlenstoffsinterung in Japan fertiggestellt. 1960 erfolgt der Vertrieb von dekorativem IBI-BOARD-Melaminlaminat. 1969 wurden erstmals Graphitspezialerzeugnisse hergestellt.
In den 1960er und 1970er Jahren entwickelte Ibiden Hochtemperatur-Sintermaterialien sowie 1972 die ersten Leiterplatten. 1974 wurden die ersten Keramikfasermatten (Markenname: IBI-Wollen) produziert. 1982 wurde der Name in die heute gültige Form Ibiden K.K. umgewandelt. 1988 fertigte man die ersten Materialien zur Umhüllung von ICs (Plastic IC Package Substrates) im Werk Gama. 1998 erfolgte die Produktion der Aluminium-Silikat-Fasermatten für Fahrzeugabgaskatalysatoren 1999 wurde der weltweit erste Dieselpartikelfilter aus Siliciumcarbid vorgestellt, der dann im Jahre 2000 in Serie ging. Zunächst wurden die DPF im japanischen Werk in Ogaki-Kita hergestellt. 2001 wurde zusammen mit Saint-Gobain in Frankreich das DPF-Werk für den europäischen Markt fertig gestellt. 2004 wurde in Ungarn (25 km südlich von Budapest in Dunavarsány) ein weiteres DPF-Werk eröffnet und 2013 wurde in Mexiko (Villa de Reyes, San Luis Potosí) eine weitere Tochtergesellschaft gegründet und kurz darauf dort ein weiteres DPF-Werk gebaut. Das mexikanische Werk nahm im Juni 2015 seine Produktion auf.

## Produkte

### Fasermatten, Partikelfilter und SCR-Katalysatoren
Ibiden ist weltweit neben den US-Firmen 3M und Unifrax einer der wenigen Hersteller von Aluminium-Silikat-Fasermatten zur Lagerung der Fahrzeugkatalysatoren. Gemäß den EU-Richtlinien sind diese Fasermatten (Aluminium-Silikatfasern – englisch Refractory Ceramic Fiber, RCF) als krebserzeugend (Kategorie 2) eingestuft.

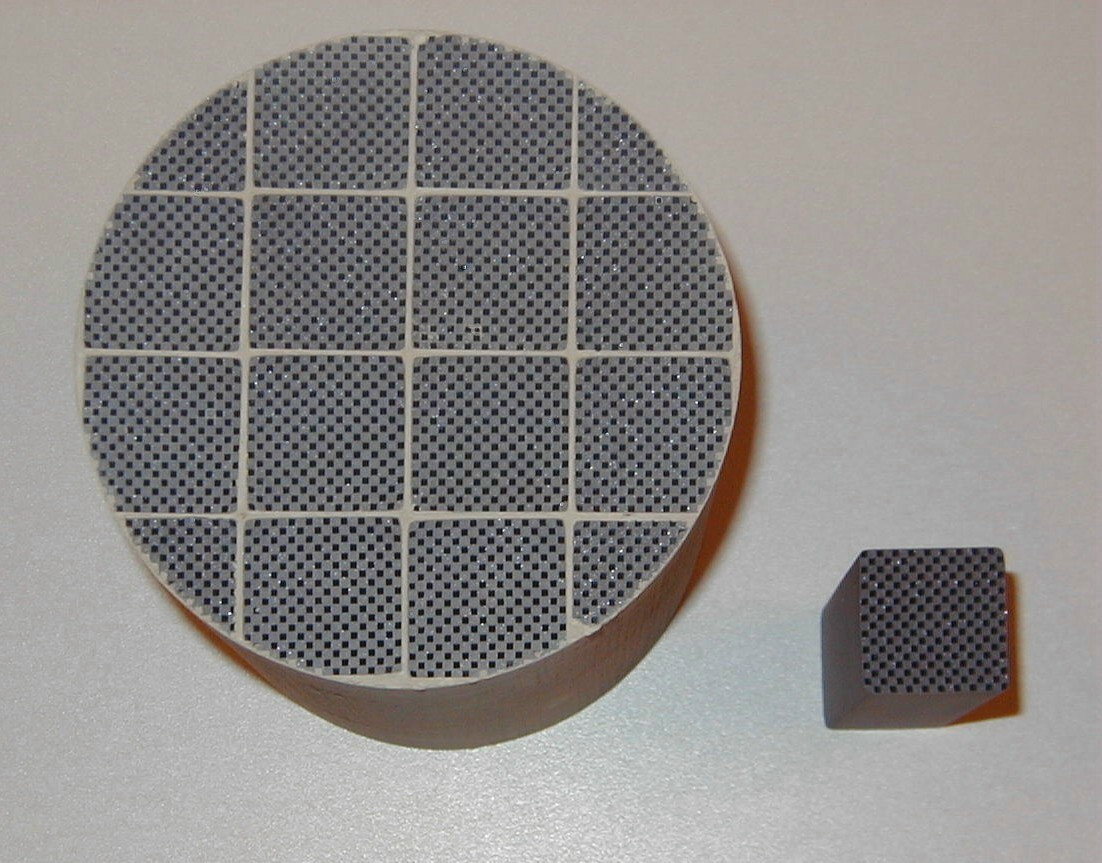
Wandstromfilter aus Siliziumkarbid werden aus einzelnen quaderförmigen Segmenten zusammengeklebt, rundgedreht und der Mantel verputzt – Abbildung zeigt ein Original-Ibiden Siliziumkarbidmodul

Ibiden ging 2001 das Joint Venture mit dem französischen Unternehmen Saint-Gobain ein, weil die Franzosen über intensive, weltweite Kontakte zur Automobilindustrie verfügen; nicht zuletzt auf Grund ihres Sekurit-Sicherheitsglases. Darüber hinaus hat Saint-Gobain eigene Produktionsstätten von Siliziumkarbid u. a. in Lillesand Norwegen. 2003 erfuhr Ibiden, dass ihr Joint Venture-Partner Saint-Gobain selber an der Entwicklung eines eigenen DPF arbeitete. Die erste Produktionslinie für Prototypen der Franzosen stand in Lauf bei Nürnberg. 2006 wurde im fränkischen Rödental sowie in Polen je ein Werk zur Serienproduktion von DPF der Firma Saint-Gobain eröffnet. (Quellen u. a.: Nürnberger Nachrichten vom 23. Oktober 2003). Die Produktionskapazität von Ibiden lag 2008 bei rund 1 Million DPF pro Jahr. Dank der neuen Werke in Ungarn und Mexiko dürfte die weltweite Kapazität inzwischen bei mehreren Millionen DPF pro Jahr betragen. Am 5. Oktober 2009 wurde am Standort Ungarn ein Technikzentrum zur Unterstützung von Kunden und ihren verschiedenen Applikationen eröffnet. Im März 2013 wiederum wurde nach Fertigstellung des Gebäudes 4 mit der Produktion von Katalysator-Fasermatten begonnen. Aktuell sind rund 2.400 Mitarbeiter in Ungarn beschäftigt. Das Werk gehört zu 99 % der Ibiden European Holdings B.V. (Niederlande) sowie zu 1 % der japanischen Muttergesellschaft.

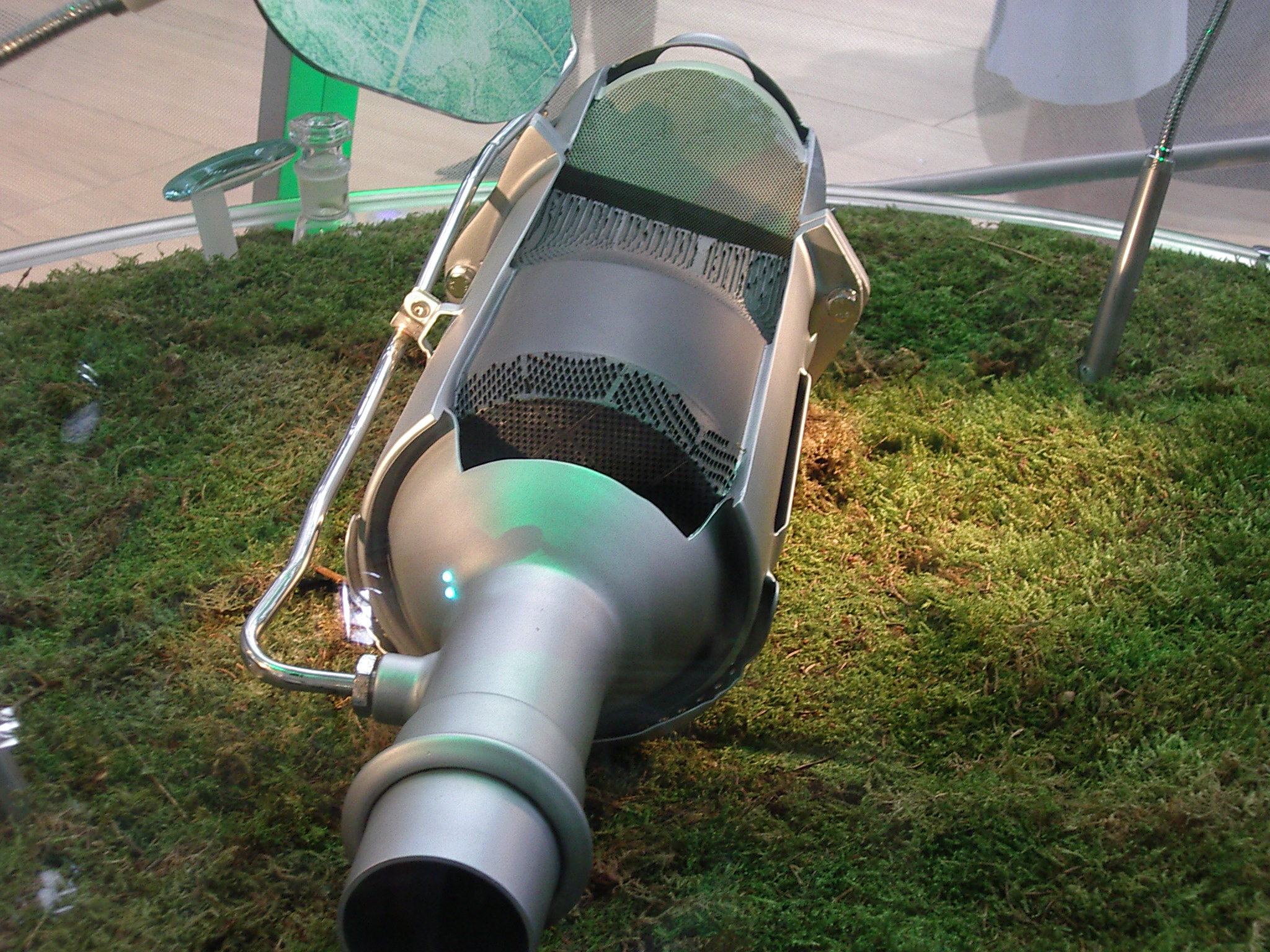
Dieselrußpartikelfilter von Peugeot mit dem SiC-Keramikmodul von Ibiden – die erste Generation.

Im Dezember 2013 konnte Ibiden die Produktion des 30-millionsten DPF sowie des 15-millionsten DPF, in Ungarn produziert, feiern. Mitte 2015 startete die Produktion in Mexiko. Dort werden überwiegend DPF für schwere Nutzfahrzeuge hergestellt.
Die Ibiden Ceram GmbH in Frauental, Österreich, produziert seit 1985 neben nichtkatalytischen Wabenkörpern (Wärmespeicher und Gießereifilter) ebenfalls SCR-Katalysatoren aus Titanoxid, Wolframoxid und Vanadiumpentoxid. 2005 wurde der neu entwickelte SCR-Dieselkatalysator für Nutzfahrzeuge am Markt eingeführt. Seit 2012 gehört das Unternehmen zur Ibiden-Gruppe. Infolge der Expansionsstrategie wurden Tochtergesellschaften in den USA (Ibiden Ceram Environmental Inc. in Kansas), in Südkorea (Ceram Frauenthal Korea Co. Ltd. in Seoul) gegründet sowie ein Büro in Peking eröffnet. Derzeit beschäftigt dieser Unternehmensbereich mehr als 450 Mitarbeiter.

### Elektronikprodukte
50 Prozent des Nettoumsatzes wird mit Elektronikprodukten getätigt (im Vergleich dazu: Das Keramikgeschäft – inkl. DPF – macht rund 31 % aus). Diese befinden sich vor allem in Computer sowie Handys und Smartphones. Wesentliche Produktgruppen sind dabei sogenannte FVSS (Free via stacked up structure) für die besonders kompakt gestalteten HDI-Leiterplatten sowie fcCSP-Substrate für Chip Scale Packages. Ibiden verwendet hierbei die Flip-Chip-Montage, bei der der Die nach der Metallisierung seiner externen Kontakte umgekehrt auf das Board gelegt wird, um eine geringe Gehäuse-Grundfläche zu erreichen.
Im März 2015 erhielt Ibiden als einziger Zulieferer den „Supplier Continuance Quality Improvement (SCQI)“-Award von der Intel Corporation bezüglich exzellenter Einhaltung der Technologie, den Kosten sowie den Lieferbedingungen. Bereits im Februar 2015 erhielten die Japaner bereits den „Best Partner Award“ von Samsung Electronics.